# Villa romaine de la Sagrera
La villa romaine de La Sagrera est un site archéologique situé entre les quartiers de La Sagrera et de La Verneda i la Pau (ca) de Barcelone (comarque de Barcelonès), dans la province de Barcelone en Catalogne,.
Le site a été découvert en juin 2011 lors de la construction de la station de métro - La Sagrera.  En raison de la construction de la gare, le site a été partiellement détruit. il fait partie de la zone archéologique de la Sagrera.

## Description

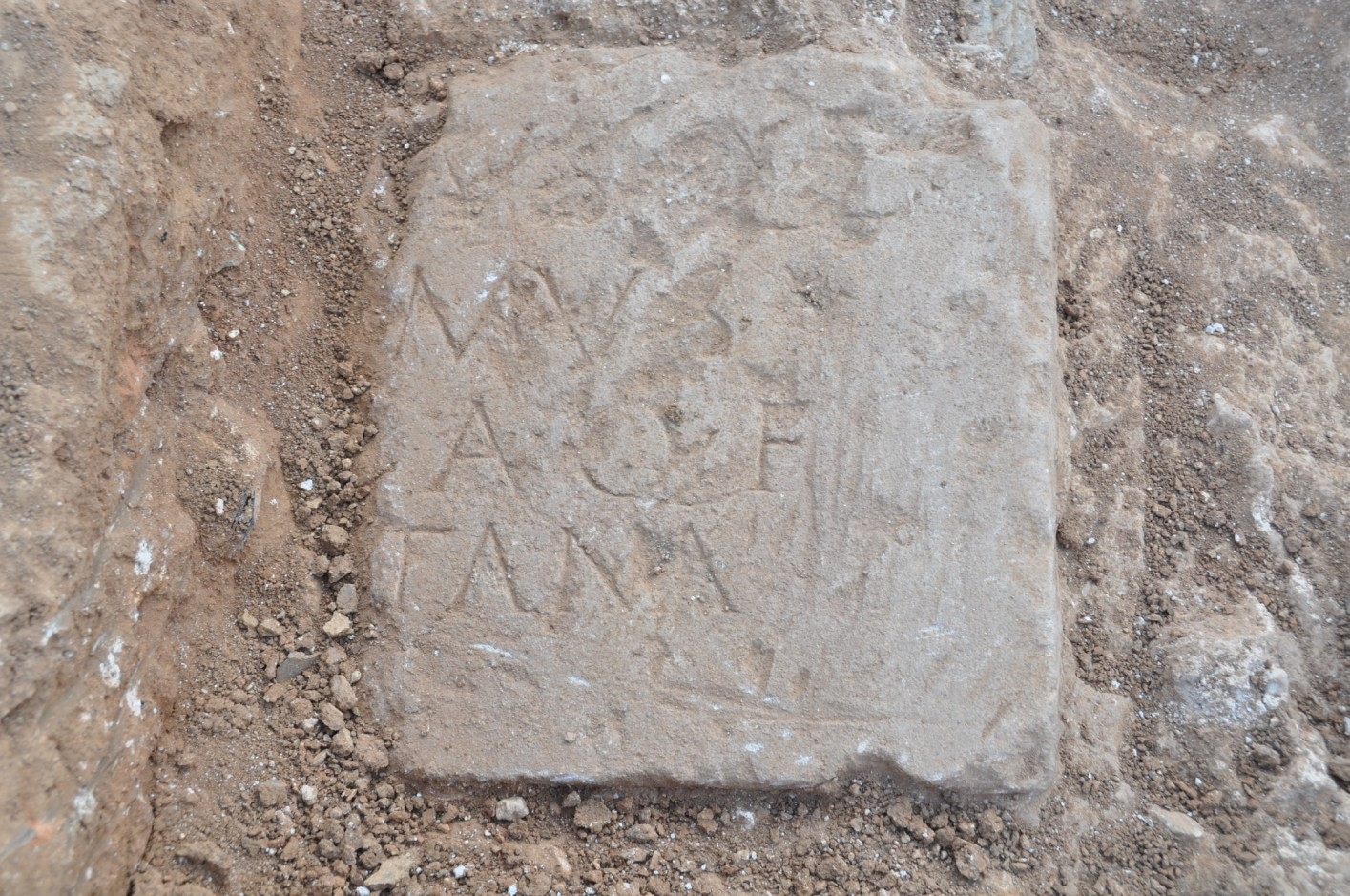
Pierre tombale.

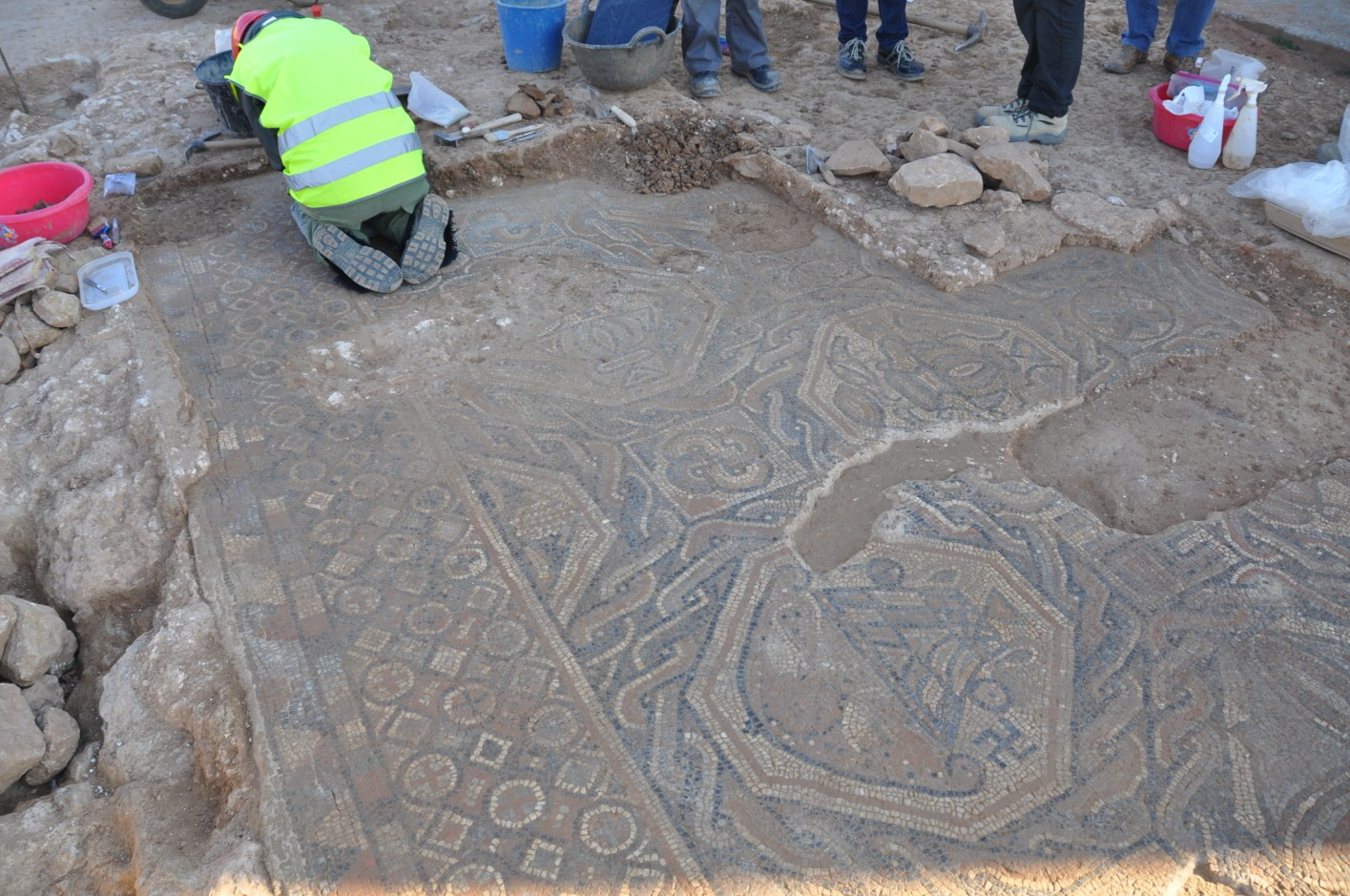
Mosaïques.

La villa romaine, de dimensions considérables (1 100 m2), est composée de plusieurs bâtiments, de thermes, de piscines et de plusieurs canaux aquifères. Les découvertes les plus importantes trouvées sur le site étaient deux mosaïques de 60 m2, une pierre tombale, des peintures murales sur socles et deux têtes en marbre, l'une de Dionysos, dieu du vin, et une autre de Silène, satyre et divinité mineure de l'ivresse. 
Selon les experts municipaux, une partie de la villa (secteur nord) correspond à un espace ornemental semblable à un sanctuaire mythologique dédié aux nymphes, avec une série de pièces disposées en batterie. En plus du secteur nord, il y a une grande partie centrale (atrium) autour de laquelle sont répartis les bâtiments de la partie bâtie de la villa. Entre autres pièces, il y a les restes de ce qui pourrait être une salle d'aspect ostentatoire éventuellement destinée à des réunions et des réceptions. Enfin, dans le secteur sud se trouve la zone thermale, où ont été identifiées une piscine d'eau froide (frigidarium) et une autre d'eau chaude (caldarium) avec sa chambre d'accumulation d'air chaud provenant d'un four. 
On[Qui ?] estime que la villa a été construite avant la fondation de Barcino, au Ier siècle av. J.-C., tandis que la découverte de fragments de poterie de la période impériale et d'autres indications suggèrent que la villa a conservé son activité pendant une longue période ultérieure, jusqu'au VIIIe siècle[réf. nécessaire].
[réf. nécessaire]Malgré le caractère prévisible de la découverte, selon certains experts, les administrations publiques n'ont adopté aucune mesure préventive jusqu'à ce qu'il soit déjà impossible de ne pas accrocher toutes les trouvailles sous l'accès des voitures à la gare de l'AVE de la Sagrera[pas clair]. Les fouilles ont commencé en 2011.

## Galerie

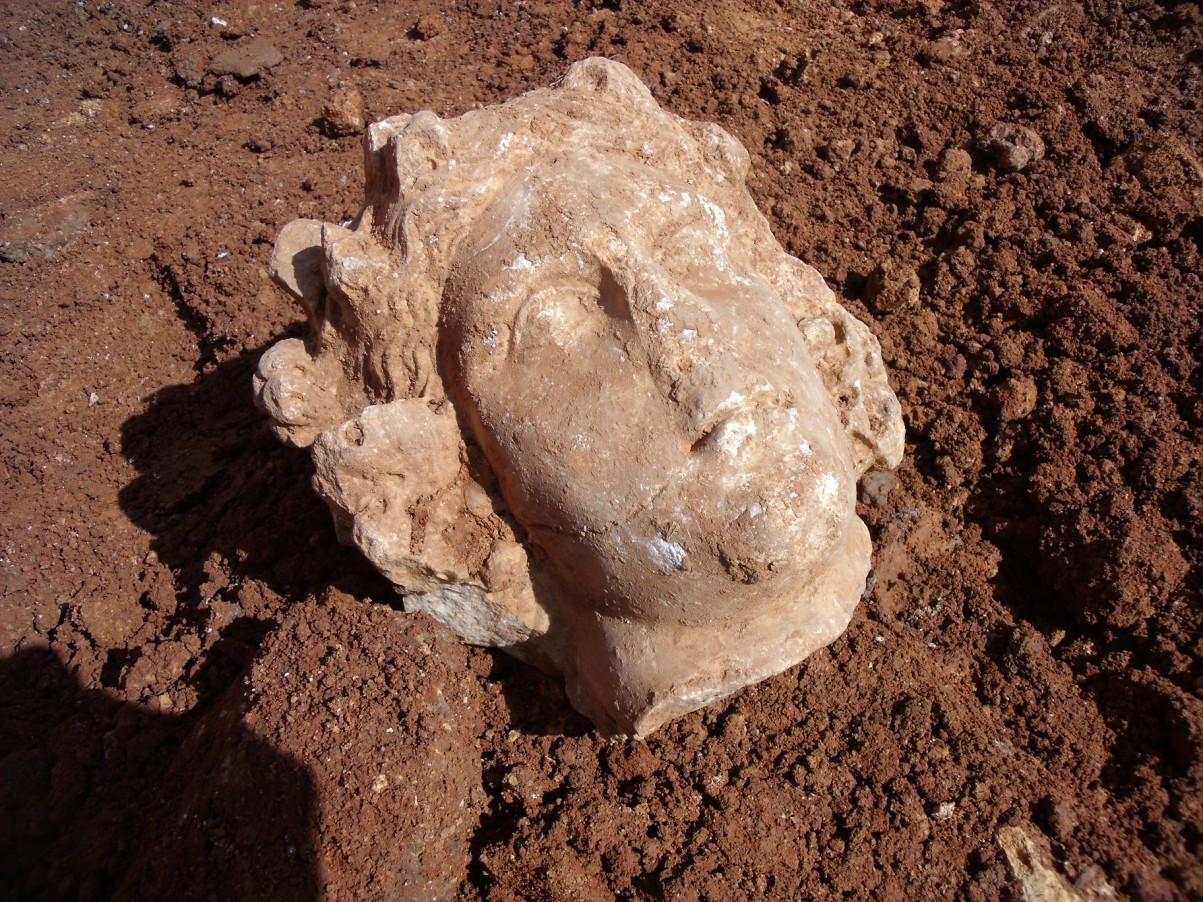
Tête de Dionysos.
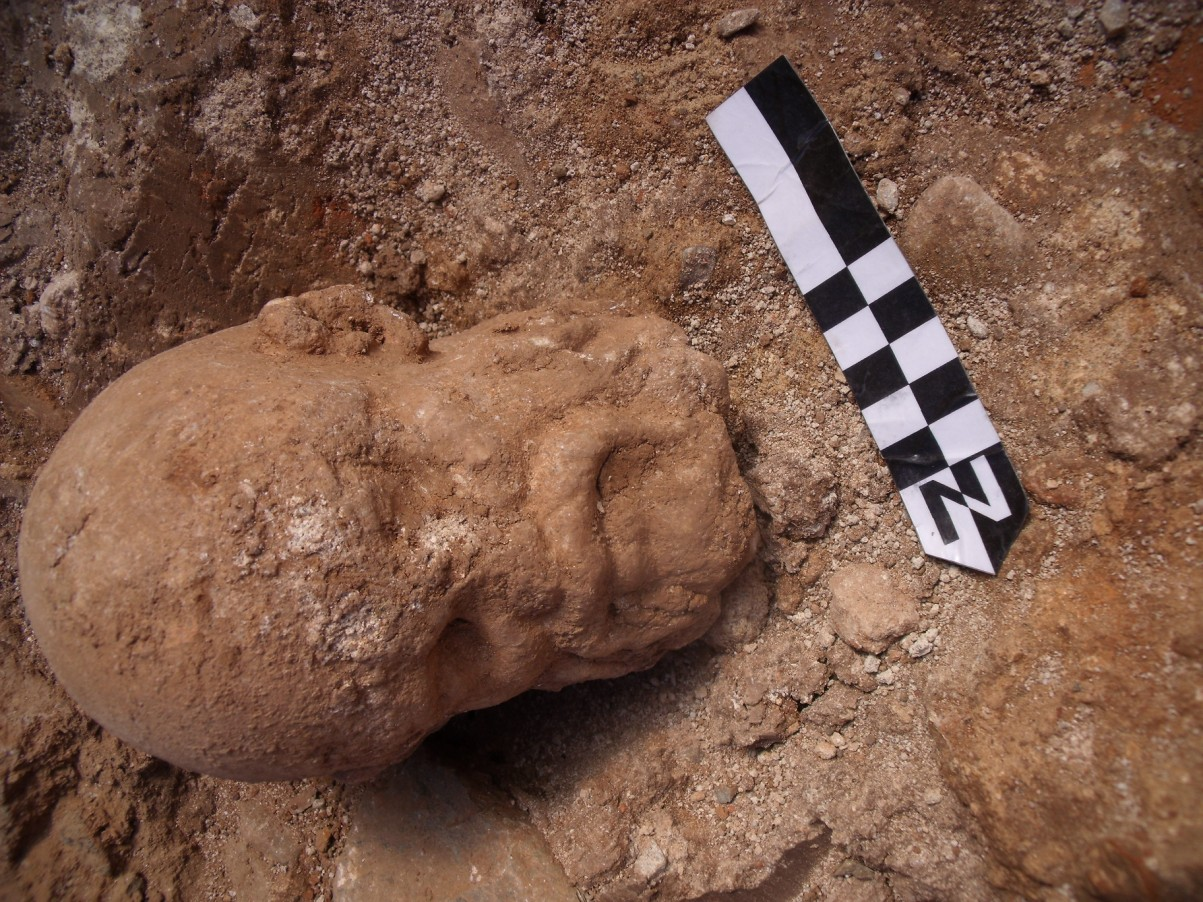
Tête de Silène.